# Pilot Rock
Pilot Rock – miasto w Stanach Zjednoczonych, w stanie Oregon, w hrabstwie Umatilla.